# Nytt alternativ (Makedonien)
Nytt alternativ (NA) är ett politiskt parti i Makedonien, bildat 2007 av Gjorgji Orovcanec, avhoppare från konservativa VMRO-NP.
Förre utrikesministern Aleksandar Dimitrov (1998-2000) och andra företrädare för Demokratiskt alternativ var också med i NA från starten.
I parlamentsvalet 2008 deltog NA i valkartellen Sol - koalition för Europa.